# Guion adaptado

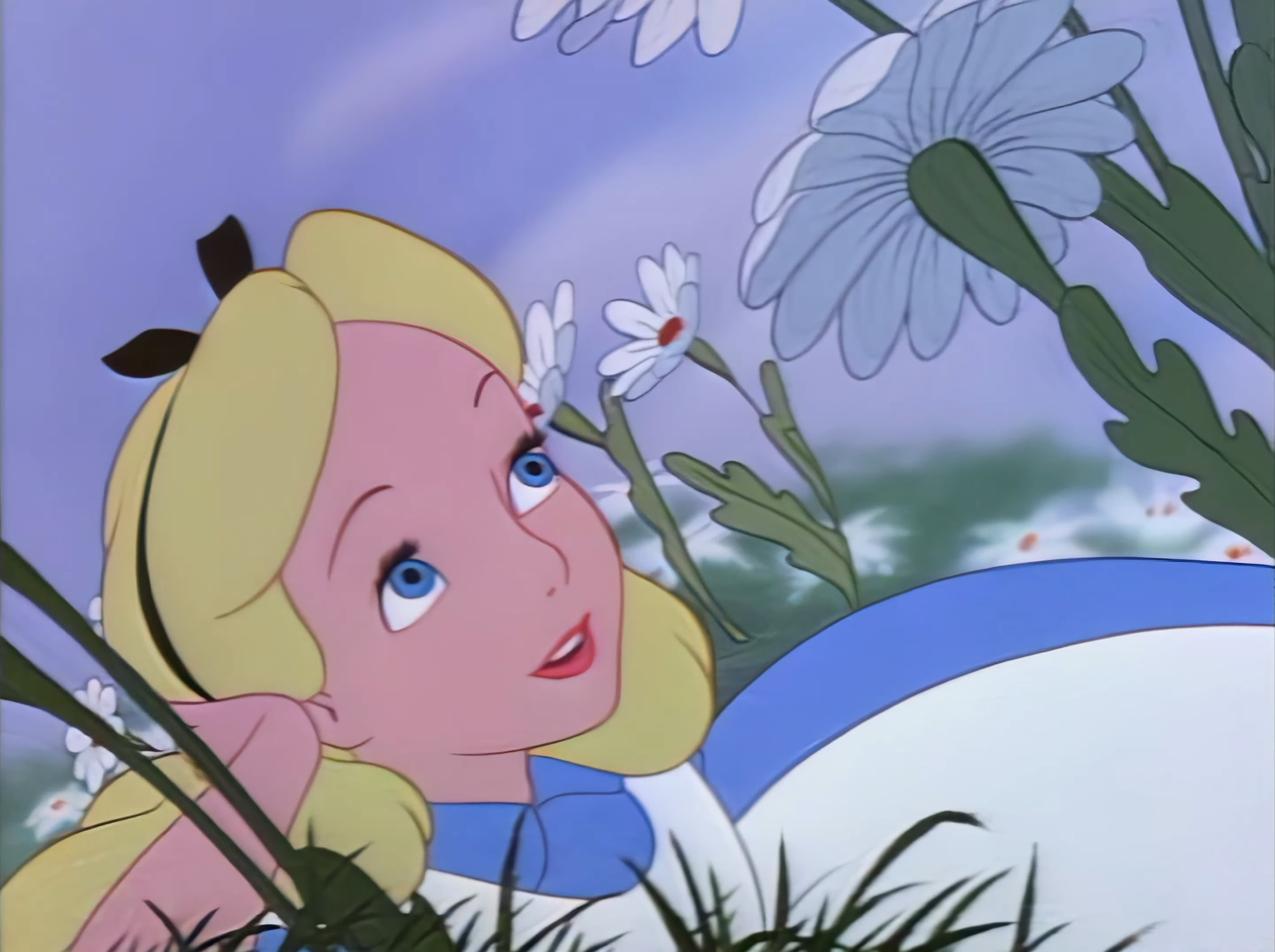
Imagen de la adaptación al cine de "Alicia en el país de las maravillas"(1951)

Un guion adaptado (también, adaptación cinematográfica y guion de adaptación) es la adecuación de un texto (generalmente, proveniente de una obra literaria o de una obra cinematográfica) para la realización de una película. Cada medio, en su medida y proporción, está compuesto y limitado a sus propias características y lenguaje. Se debe tener en cuenta la interpretación que el creador de la adaptación (ser humano que cuenta con sus propias experiencias, con la influencia de una cultura y de un tipo de educación) tenga sobre la obra literaria.[cita requerida]
La adaptación de una obra literaria al cine por lo general es un asunto difícil, ya que, si el espectador conoce la obra original, se enfrentará a la nueva obra con expectativas muy altas, con base sobre todo en su muy personal imaginación que recreó lo que leía en su propia mente, con su propia estética. Una buena adaptación no necesariamente es una fiel copia o traslación de lo escrito, sino una obra completa e independiente de su madre literaria.[cita requerida]